# Petropàvlivka (Crimea)
|  | Per a altres significats, vegeu «Petropàvlovka». |

Petropàvlivka (en (ucraïnès): Петропавлівка, en rus: Петропавловка, Petropàvlovka) és un poble de la República Autònoma de Crimea a Ucraïna, que el 2014 tenia 91 habitants. Pertany al districte de Simferòpol.